# Tình ngây dại
Tình ngây dại (tiếng Hàn: 미친사랑; Romaja: Michin Sarang)là phim truyền hình Hàn Quốc 2013 có sự tham gia của Park Sun-young, Go Se-won, Heo Tae-hee, Kim Yeon-joo, Kim Hae-in và Choi Dae-hoon. Phim được phát sóng trên tvN từ 8 tháng 4 đến 17 tháng 9 năm 2013 với 100 tập

## Nội dung phim
Bỏ lại sau lưng những tháng ngày buồn tủi trong cô nhi viện, Yoon Mi So may mắn được một cặp vợ chồng tốt bụng và giàu có nhận nuôi khi vừa lên 7. Đến tuổi son rỗi, sự trong sáng thánh thiện của Mi So đã khiến Min Jae, người thừa kế duy nhất của tập đoàn CK danh tiếng yêu từ cái nhìn đầu tiên. Vượt qua mọi rào cản, cô bé lọ lem và chàng hoàng tử đã kết hôn trong niềm vui tột cùng.
Tình yêu dành cho một nửa yêu thương đã tiếp thêm sức mạnh khiến Mi So chiến thắng sự cay nghiệt của mẹ chồng, giúp cô nắm trong tay chiếc khóa vàng của hạnh phúc. Tổ ấm bé nhỏ của đôi vợ chồng trẻ càng hoàn hảo hơn khi cô bé Hae Ram xinh xắn ra đời.
Hạnh phúc tưởng chừng trọn vẹn sau những mất mát từ thủa ấu thơ của Mi So tội nghiệp: giờ đây cô có một người chồng rất mực yêu vợ, một thiên thần nhỏ đáng yêu, một gia đình yên ấm toàn vẹn. Nhưng rồi, bi kịch lại bất ngờ ập đến, khi niềm vui đang đong đầy trong mắt Mi So. Hae Ram đã bị bắt cóc. Nhiều ngày trôi qua, tin tức về cô bé vẫn là một dấu chấm hỏi lớn…
Vốn rất yêu vợ nhưng chuyện xảy ra quá đột ngột khiến Min Jae không còn đủ sáng suốt để nhìn nhận sự việc. Cho rằng Mi So chính là nguồn cơn của sự xui rủi, Min Jae đã ngoại tình với Na Young, một cô gái cùng lớn lên ở viện mồ côi với Mi So. Na Young luôn đố kỵ và xem Mi So là cái gai cần phải nhổ bỏ vì Mi So luôn nhận được tình yêu thương và sự quan tâm của mọi người, trong khi Na Young luôn cô đơn và phải tự mình giải quyết mọi chuyện. Nghĩ Mi So là nguyên nhân của những nỗi đau và bất hạnh trong đời mình nên Na Young đã lên kế hoạnh trả thù… Và rồi, cô ả đã tìm cách khiến Min Jae phải ly hôn với Mi So…Sự mất tích đột ngột của bé Hae Ram phải chăng liên quan đến một-người-nào-đó? Mi So sẽ phải đối mặt ra sao trước sự nghiệt ngã của số phận? Một sự thật được che giấu rằng cô chính là người con gái bị thất lạc của phó tổng công ti đối thủ của CK nhưng cô ả Na Young đã nắm thóp được nó. Mi So sẽ phải làm gì? Cô sẽ chấp nhận mất đi những thứ quý giá mình đang có và làm lại từ đầu hay sẽ đứng lên đấu tranh để giành lại những gì đáng ra thuộc về mình? Ai sẽ đồng hành cùng cô lọ lem đáng thương trên hành trình kiếm tìm hạnh phúc đầy dẫy vật cản?

## Phân vai
Chính
- Park Sun-young vai Yoon Mi-so / Hong Eun-joo
- Go Se-won vai Seo Kyung-soo
- Heo Tae-hee vai Lee Min-jae
- Kim Yeon-joo vai Han Na-young / Lee Sun-hee
- Kim Hae-in vai Oh Hae-ryung
- Choi Dae-hoon vai Baek Jae-hyuk

Phụ
- Yoo Hye-ri vai Heo Myung-ja
- Lee Hee-do vai Oh Tae-san
- Kim Young-ran vai Go Yoo-jung
- Lee Chae-mi vai Lee Hae-ram, Mi-so's daughter
- Jang Yoon-seo vai Kim Jong-hee
- Kang Seo-joon vai Yoon Chan-ki
- Maeng Sang-hoon vai Yoon Moon-do
- Kim Bun-young vai Yoon Ji-mi
- Oh Mi-hee vai Jo Na-hyun
- Choi Joon-young vai Seo Kyung-min
- Choi Min vai Robert Jung
- Min Joon-hyun